# Pterolibethra heteronemia
Pterolibethra heteronemia är en insektsart som beskrevs av Günther 1940. Pterolibethra heteronemia ingår i släktet Pterolibethra och familjen Diapheromeridae. Inga underarter finns listade i Catalogue of Life.